# Veerdienst III (schip, 1936)
De Veerdienst III is een veerpont ten behoeve van voetgangers en fietsers. Het schip is in 1936 gebouwd en verzorgde de verbinding tussen Werkendam en Boven-Hardinxveld over de Merwede. Het schip is nooit te boek gesteld en heeft dus (nog) geen ENI-nummer. Het voldoet aan de eisen voor een varend monument.

## De geschiedenis
De veerdienst van Hardinxveld naar Werkendam en De Werken en vandaar weer naar Hardinxveld is zeker al van 1368 in bedrijf over de rivier de Merwede. Het veerrecht werd gepacht van de Heerlijkheid Hardinxveld. Begin 20e eeuw was de pachter Stoomboot-Reederij Fop Smit & Co.
In 1924 werd het veerrecht door de gemeente Werkendam gekocht van de ambachtsheer. De gemeente vernieuwde de steigers en kocht twee nieuwe ponten. Omdat steeds meer Werkendammers in Hardinxveld op de scheepswerven daar gingen werken werd de capaciteit van de verbinding te laag en werd in 1936 de Veerdienst III aangeschaft, met een capaciteit van 100 personen. De pacht werd voor vast overgenomen door veerman Hendrik Heijstek.
Het verkeer nam steeds verder toe en in 1961 werd de Merwedebrug bij Gorinchem over de Merwede opengesteld voor het verkeer. Alleen de Veerdienst III bleef in bedrijf, maar de capaciteit werd teruggebracht naar 40 personen.
De pont voer volgens de dienstregeling 1× per uur, echter niet op zondag, tot en met 31 maart 2012. Vanaf 2 april 2012 wordt de veerverbinding onderhouden door de nieuwe Gorinchemse Veertaxi XI. De gemeente Werkendam zoekt voor het schip nu een koper of een exploitant, die het met een andere bestemming in de vaart wil houden.

## Aantal jaarlijks overgezette personen
- 1966  40.000 (abonnementhouders niet meegerekend)
- 1977  23.000
- 2009  64.000

## Recente ontwikkelingen
In september 2010 heeft de provincie Noord-Brabant een aanloopsubsidie van 623.000 euro verstrekt aan de gemeenten Hardinxveld-Giessendam, Gorinchem en Werkendam voor een nieuwe veerdienst. Deze dienst onderhoudt de verbinding tussen Gorinchem, Sleeuwijk, Werkendam en Hardinxveld-Giessendam. Ook de provincie Zuid-Holland verleende een vergelijkbare subsidie. De bijdragen maakten het mogelijk om met twee snelle veertaxi's de veerdienst tussen de vier plaatsen uit te breiden tot 7 dagen per week. 1× per uur buiten de spits en 2× per uur in de spits. De Veerdienst III was niet meer nodig en is per 1 april 2012 uit de reguliere vaart genomen. Het schip is verkocht aan twee ondernemers uit Werkendam, onder voorwaarde dat de veerboot in Werkendam blijft en ten minste enige dagen in het jaar beschikbaar blijft voor de gemeente. Bijvoorbeeld voor evenementen als de havendagen of het Sint Nicolaasfeest. Het schip werd ondergebracht in een stichting en met behulp van sponsors werd het weer bij de tijd gebracht. Het kreeg een nieuwe stuurhut, toilet in het roefje en zitbanken. De elektrische installatie werd vervangen, de hoofdmotor gerevideerd en er werd een hydraulisch stuurwerk geïnstalleerd. Inclusief de vlakkeuring werd zo'n 40.000 tot 50.000 euro geschonken, veelal in natura. Het schip kreeg een eigen vaste ligplaats in het haventje van Rijkswaterstaat in Werkendam.